# Professionshøjskolen University College Nordjylland
 For alternative betydninger, se UCN. (Se også artikler, som begynder med UCN)
Professionshøjskolen UCN udbyder 28 erhvervsakademi- og professionsbacheloruddannelser, en erhvervsuddannelse og 11 overbygningsuddannelser (top-up). Kurser, efter- og videreuddannelse er samlet i UCN act2learn. Center for Undervisningsmidler i Aalborg og Hjørring hører desuden under UCN. UCN har fire campusser i Aalborg, et i Hjørring og et i Thisted.
UCN og de øvrige professionshøjskoler i Danmark blev dannet i forlængelse af Lov om professionshøjskoler for videregående uddannelser, som Folketinget vedtog i 2007. Sektoren omfatter i dag seks professionshøjskoler.
UCN er en fusion mellem flere uddannelsesinstitutioner . Det første år omfattede UCN det tidligere CVU Nordjylland (Hjørring Seminarium, Aalborg Seminarium, Socialpædagogisk Seminarium og Skipper Clement Seminariet) og Sundheds CVU Nordjylland (Sygepleje- og Radiografskolen i Aalborg, Vendsyssel Sygeplejeskole, Danmarks Jordemoderskole i Aalborg samt Fysioterapeut- og ergoterapeutskolen). UCN udbød dengang otte professionsbacheloruddannelser samt en række kurser, efter- og videreuddannelser inden for pædagogik og sundhed.
UCN er den første professionshøjskole, der er fusioneret med et erhvervsakademi. Det skete 1. januar 2009, hvor Nordjyllands Erhvervsakademi (NOEA) blev en del af den nordjyske professionshøjskole.
1. juli 2016 styrkede UCN sine uddannelsesaktiviteter i Thisted, da man overtog uddannelserne til sygeplejerske, pædagog og pædagogisk assistent fra  VIA University College . I forvejen udbød UCN markedsføringsøkonom- og finansøkonomuddannelsen i Thisted.
Pr. 1. januar 2023 læser omkring 9.000 studerende på Professionshøjskolen UCN.
UCN kan også stå for: Uddannelsescentret Nygård i Brøndby.

## Uddannelser
- Administrationsbachelor
- Automationsteknolog
- Bioanalytiker
- Byggetekniker
- Bygningskonstruktør
- Datamatiker
- Designteknolog
- Digital konceptudvikling
- E-handel
- Eksport og teknologi
- El-installatør
- Energimanagement
- Energiteknolog
- Ergoterapeut
- Financial controller
- Finansbachelor
- Finansøkonom
- Forberedelseskursus for flygtninge og indvandrere
- Fysioterapeut
- Innovation og entrepreneurship
- International handel og markedsføring
- International hospitality management
- It-sikkerhed
- It-teknolog
- Jordemoder
- Lærer
- Markedsføringsøkonom
- Multimediedesigner
- Natur- og kulturformidling
- Produktionsteknolog
- Produktudvikling og teknisk integration
- Pædagog
- Pædagogisk assistent
- Radiograf
- Serviceøkonom
- Softwareudvikling
- Sport management
- Sundhedsadministrativ koordinator
- Sygeplejerske
- Vvs-installatør
- Webudvikling